# First Data
First Data Corporation — американська компанія, заснована 1969 року, котра працює в галузі процесингу платіжних карток. Станом на 2008 рік у компанії працювало 27 000 співробітників[джерело?]. Станом на 2012 рік компанія мала представництва в 60 країнах (в Україні представництва не було)[джерело?].
У січні 2019 року компанія Fiserv оголосила про укладення угоди щодо придбання First Data, що оцінювалася у 22 мільярди доларів США. У понеділок, 29 липня 2019 року, Fiserv успішно завершила цю угоду.

## Штаб-квартира
Офіційна штаб-квартира First Data розташована в місті Атланта, штат Джорджія.